# Руда (Золочівський район)
Руда́ — село в Україні, в Золочівському районі Львівської області. Населення становить 38 осіб. Орган місцевого самоврядування - Золочівська міська рада.

## Населення

### Мова
Розподіл населення за рідною мовою за даними перепису 2001 року:
| Мова       | Кількість | Відсоток |
| ---------- | --------- | -------- |
| українська | 38        | 100%     |